# Godzinki Leonor de la Vega
Godzinki Leonor de la Vega (hiszp. Libro de horas de Leonor de la Vega) – iluminowany manuskrypt pochodzący z XV wieku, napisany po łacinie. Przechowywany jest w Biblioteca Nacional de España w Madrycie.

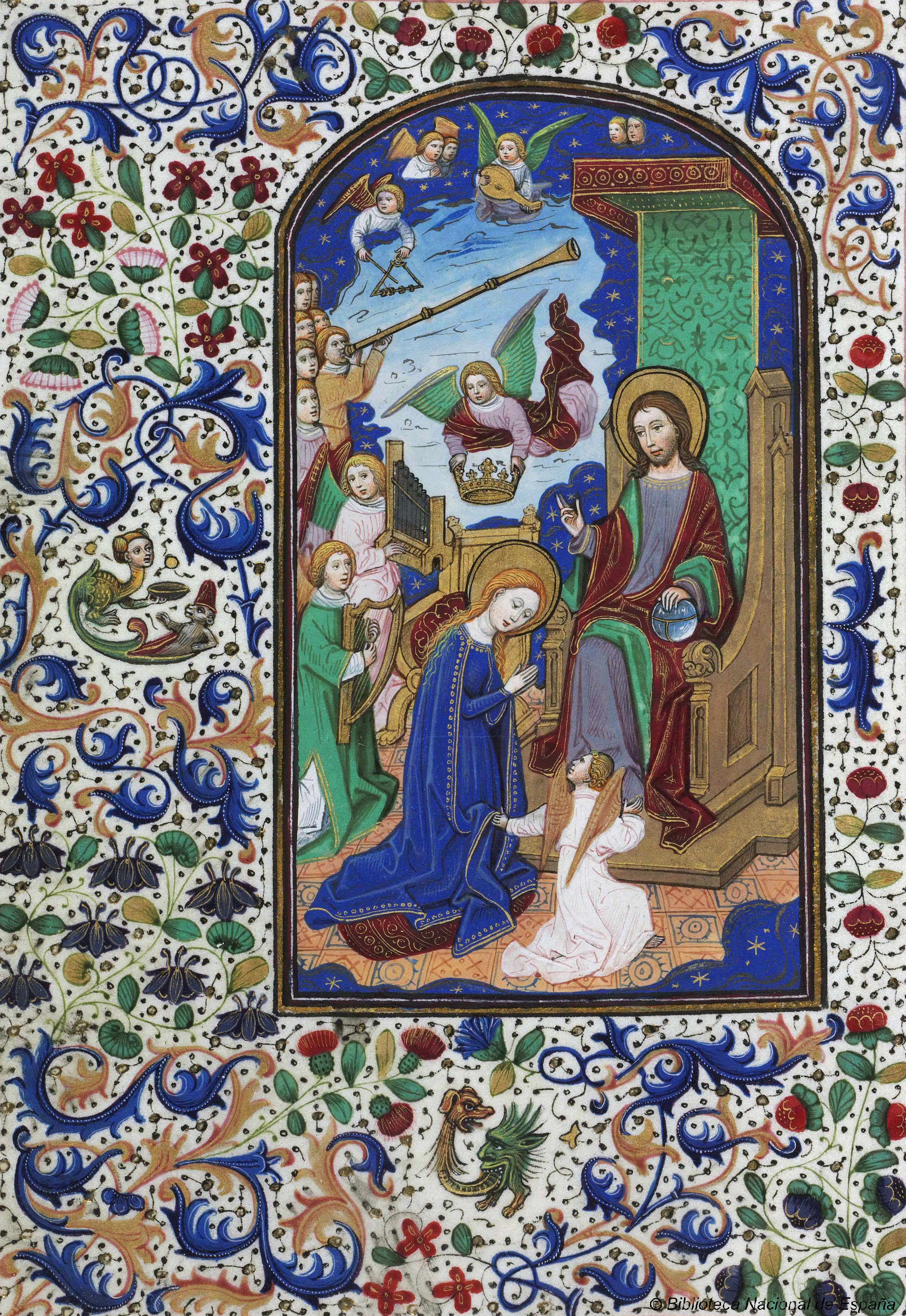
Koronacja Madonny (f. 111^{v})

## Proweniencja
Godzinki zostały zamówione we Flandrii, w której sztuka tworzenia iluminowanych manuskryptów osiągnęła w XV wieku najwyższy kunszt artystyczny. Według francuskiego historyka sztuki i specjalisty od manuskryptów iluminowanych Paula Durrieu (1855–1925) rękopis powstał w latach 1465–1470, a jego autorem był flamandzki mistrz Guillaum Weylant, tożsamy z Willemem Vrelantem.
W 1498 roku jeden z jego pierwszych właścicieli, biskup Diego Ramirez de Villaescusa de Haro, ambasador we Flandrii, wysłał go do Garcilasa de la Vegi, ambasadora w Rzymie i ojca poety o tym samym imieniu. Po śmierci tego ostatniego w 1536 roku, manuskrypt został przesłany jego siostrze, od imienia której wziął swoją nazwę – Godzinki bogato ilustrowane Doñi Leonor de la Vegi Eciji.

## Opis manuskryptu
Manuskrypt składa się z 202 liczbowanych kart pergaminowych, na których umieszczono 78 miniatur. Poszczególne stronice posiadają bardzo bogato zdobione bordiury, obfitujące w dekoracje kwiatowe, zwierzęce i postacie z instrumentami muzycznymi; wszystkie inicjały ozdobione są miniaturowymi scenkami biblijnymi. Kilka stronic posiada całostronicowe sceny, m.in. Chrystusa Błogosławiącego (f. 15v), Trójcę Świętą i portrety donatorów (f. 25v), Boże Narodzenie (f. 78v), Koronację Madonny (f. 111v). W manuskrypcie znajduje się też miniatura Salvator Mundi, będąca kopią wizerunku Chrystusa z zaginionego obrazu Vera effigies Iesu Christi Jana van Eycka.